# Annals of Dermatology
Annals of Dermatology, abgekürzt Ann. Dermatol., ist eine wissenschaftliche Fachzeitschrift, die von der koreanischen dermatologischen Vereinigung und der koreanischen Gesellschaft für investigative Dermatologie veröffentlicht wird. Die Zeitschrift erscheint mit vier Ausgaben im Jahr. Es werden Arbeiten veröffentlicht, die sich mit Erkrankungen der Haut beschäftigen.
Der Impact Factor lag im Jahr 2014 bei 1,393. Nach der Statistik des ISI Web of Knowledge wird das Journal mit diesem Impact Factor in der Kategorie Dermatologie an 33. Stelle von 63 Zeitschriften geführt.